# Ольховка (Белгородская область)
Ольховка — село в Яковлевском городском округе Белгородской области России.

## География
Находится в западной части Белгородской области, в лесостепной зоне, в пределах южных отрогов Среднерусской возвышенности, при автодороге 14Н-802, на расстоянии примерно 6 километров (по прямой) к северо-западу от города Строитель, административного центра района. Абсолютная высота — 204 метра над уровнем моря.

### Климат
Климат характеризуется как умеренно континентальный, с относительно мягкой зимой и тёплым летом. Среднегодовая температура воздуха — 6 °C. Средняя температура воздуха самого холодного месяца (января) — −8,3 °C (абсолютный минимум — −37 °C); самого тёплого месяца (июля) — 19,8 °C (абсолютный максимум — 41 °С). Безморозный период длится около 150 дней. Годовое количество атмосферных осадков — 583 мм, из которых 339 мм выпадает в период с апреля по октябрь.

### Часовой пояс
Село Ольховка как и вся Белгородская область, находится в часовой зоне МСК (московское время). Смещение применяемого времени относительно UTC составляет +3:00.

## Население
| 2002 | 2010 |
| ---- | ---- |
| 135  | ↘119 |

### Половой состав
По данным Всероссийской переписи населения 2010 года в гендерной структуре населения мужчины составляли 49,6 %, женщины — соответственно 50,4 %.

### Национальный состав
Согласно результатам переписи 2002 года, в национальной структуре населения русские составляли 89 %.